# Župnija Sv. Kunigunda na Pohorju
Župnija Sv. Kunigunda na Pohorju je rimskokatoliška teritorialna župnija dekanije Slovenske Konjice Bistriško-Konjiškega naddekanata, ki je del nadškofije Maribor.

## Sakralni objekti
|    | slika | cerkev                                    | kraj / naselje     |
| -- | ----- | ----------------------------------------- | ------------------ |
| 1. |       | cerkev sv. Kunigunde župnijska cerkev     | Gorenje pri Zrečah |
| 2. |       | cerkev sv. Jakoba podružnica              | Resnik             |
| 3. |       | cerkev Jezusovega spremenjenja podružnica | Rogla              |